# Сент Китс и Невис
Сент Китс и Невис (енгл. Saint Kitts and Nevis), званично Федерација Сент Китс и Невис, позната и као Свети Кристофер и Невис (енгл. Saint Christopher and Nevis) односно Федерација Светог Кристофера и Невиса (енгл. Federation of Saint Christopher and Nevis), мала је острвска држава која се налази у Карибима, у централној Америци. То је најмања држава на западној хемисфери. Припада групи Малих Антила. Налази се западно од Антигве и Барбуде и југоисточно од Холандских Антила. Чине је два острва, Сент Китс (или Свети Кристофер) и Невис, федерација је независна чланица Комонвелта нација од 1983. године. Престоница федерације је главна лука острва Сент Китс, Бастер.

## Историја
Пре доласка Европљана ово подручје било је насељено индијанским племенима Кариба. Име првих насељеника, преаравачких народа који су населили острва вероватно још пре 3000 година, није познато. Њима су следили Араваки, или Тајно око 1000. п. н. е. Врхунац домородачких популација је остварен између 500. и 600. године. Ратнички народ Кариба је извршио инвазију око 800. године. Они су се били проширили северно од Сент Китса до времена шпанских освајања.
Кристифор Колумбо се на свом другом путовању 1493. искрцао на веће острво и назвао га, према свецу заштитнику, Свети Кристофор. Мање острво назвао је Невис (шп. nieves = снег). Колонизација је почела око 1623. када на Св. Китс долазе Французи и Британци. Као прва енглеска колонија у овом подручју, острво постаје полазиште за даљу колонизацију Карипског подручја.
Французи и Енглези, који су приспели са намером да се обогате путем експлоатације природних ресурса острва, знали су од почетка да ће се успостављање њихових насеља на Сент Китсу наићи на отпор. Њиховом настањивању се опирао Калинашки народ током прве три године постојања насеља. Током процеса успостављања насеља на Сент Китсу, и другде на Карибима, Французи и Енглези, попут њихових претходника, су настојали да поробе, протерају или искорене Калинаге, јер је домородачко задржавање земљишта умањивало профитабилност плантажа које су контролисали Европљани. Да би се остварио овај циљ, локални хроничари су спроводили идеолошке кампање још од шпанских времена, производећи литературу која је систематски оспоравала хуманост Калинаго народа (књижевна традиција коју су крајем седамнаестог века спроводили аутори као што су Жан-Батист ду Тере и Пере Лабат).
Године 1626, англо-француски насељеници су здружили снаге и спровели масакар над Калинго народом, наводно да би спречили иминентну опасност од домородаца који су планирали да их протерају или погубе; или, према Тереовој верзији само да убију европске колонизаторе који су одржавали своје присуство на острву током три године користећи силу.
Током 17. и 18. века острва неколико пута прелазе из француске управе под британску и обратно. Коначно остају у британском поседу након 1783. Добијају личну управу 1967. а пуну самосталност 19. септембра 1983. Ова земља је међу најновијим сувереним државама у Америкама. У августу 1998. је на Невису спроведен референдум да се одвоје од Сент Китса, али неопходна двотрећинска већина није остварена.
Крајем септембра 1998, ураган Џорџ је узроковао штету од приближно 458.000.000 америчких долара, што је довело до вишегодишњег опадања вредности БДП. Џорџ је био најгори ураган који је погодио овај регион у 20. веку.

## Географија

### Положај
Површина државе износи 269 km².
Земља се састоји од два главна острва, Сент Китса и Невиса, раздвојена на удаљености од 3 км (7 км) тесним теснцем. Оба су вулканског порекла, са великим централним врховима прекривеним тропском кишном шумом. Већина становништва живи дуж равнијих обалних подручја. Сент Китс садржи неколико планинских ланаца (северозападни, централни и југозападни венац) у свом центру, где се може наћи највиши врх државе, планина Лијамујига, од висине 1.156 метара.Дуж источне обале могу се наћи Канадска брда и Конари брда. Земљиште се знатно сужава на југоистоку, формирајући знатно равније полуострво на којем се налази највеће водно тело, Велика слана бара. На југоистоку, у месту Наровс, налази се острво Буби Исланд. Бројне су реке које се спуштају са планина оба острва, а које локалном становништву пружају слатку воду. Невисом, мањим од два главна острва и отприлике кружног облика, доминира Невис Пик, висине 985 метара.

Сент Китс и Невис садрже две копнене екорегије: влажне шуме Острва Ливард и суве шуме Острва Ливард. Земља је 2019. имала индекс интегритета шумског пејзажа за средњу оцену 4,55/10, што је сврстава на 121. место од 172 земље широм света.

### Флора и фауна
Национална птица је смеђи несит. На овим стрвима живи 176 врста птица.

### Клима
Према Кепеновој класификацији клима, Сент Китс има тропску саванску климу (Кепен Aw), а Невис има тропску монсунску климу (Кепен Кепен). Просечна месечна температура у Бастеру мало варира од 23,9 °C (75,0 °F) до 26,6 °C (79,9 °F). Годишње падавине су приближно 2,400 mm (0 in), мада су варирале од 1.356 mm (53,4 in) до 3.183 mm (125,3 in) у периоду 1901—2015.
| Клима Сент Китса и Невиса (1991—2015)  | Клима Сент Китса и Невиса (1991—2015) | Клима Сент Китса и Невиса (1991—2015) | Клима Сент Китса и Невиса (1991—2015) | Клима Сент Китса и Невиса (1991—2015) | Клима Сент Китса и Невиса (1991—2015) | Клима Сент Китса и Невиса (1991—2015) | Клима Сент Китса и Невиса (1991—2015) | Клима Сент Китса и Невиса (1991—2015) | Клима Сент Китса и Невиса (1991—2015) | Клима Сент Китса и Невиса (1991—2015) | Клима Сент Китса и Невиса (1991—2015) | Клима Сент Китса и Невиса (1991—2015) | Клима Сент Китса и Невиса (1991—2015) |
| Показатељ \ Месец                      | .Јан.                                 | .Феб.                                 | .Мар.                                 | .Апр.                                 | .Мај.                                 | .Јун.                                 | .Јул.                                 | .Авг.                                 | .Сеп.                                 | .Окт.                                 | .Нов.                                 | .Дец.                                 | .Год.                                 |
| -------------------------------------- | ------------------------------------- | ------------------------------------- | ------------------------------------- | ------------------------------------- | ------------------------------------- | ------------------------------------- | ------------------------------------- | ------------------------------------- | ------------------------------------- | ------------------------------------- | ------------------------------------- | ------------------------------------- | ------------------------------------- |
| Просек, °C (°F)                        | 23,9 (75)                             | 23,8 (74,8)                           | 24,0 (75,2)                           | 24,7 (76,5)                           | 25,5 (77,9)                           | 26,2 (79,2)                           | 26,3 (79,3)                           | 26,6 (79,9)                           | 26,4 (79,5)                           | 26,0 (78,8)                           | 25,4 (77,7)                           | 24,4 (75,9)                           | 25,27 (77,47)                         |
| Количина падавина, mm (in)             | 150 (5,91)                            | 102 (4,02)                            | 99 (3,9)                              | 153 (6,02)                            | 219 (8,62)                            | 181 (7,13)                            | 214 (8,43)                            | 232 (9,13)                            | 222 (8,74)                            | 289 (11,38)                           | 286 (11,26)                           | 225 (8,86)                            | 2,372 (93,4)                          |
| Извор: Climate Change Knowledge Portal |                                       |                                       |                                       |                                       |                                       |                                       |                                       |                                       |                                       |                                       |                                       |                                       |                                       |

## Привреда
У колонијалном раздобљу на Сент Китсу и Невису производио се скоро искључиво само шећер. Након што се ова производња суочила са тешкоћама, влада покреће програме развоја других пољопривредних култура и сектора економије.
Сент Китс и Невис нема већих међународних спорова. Сент Китс и Невис је пуноправни члан карипске заједнице (ЦАРИЦОМ), Организације источно-карипских држава (ОЕЦС) и Организације америчких држава (ОАС).
Сент Китс и Невис ушли су у систем ОАС 16. септембра 1984.

## Становништво
Становништво већином чине потомци досељеника из западне Африке (црначког становништва у прошлости доведеног као робље). Наследници Европљана и остале групе чине незнатну мањину. Званични језик је енглески, мада становништво говори и локални патоа (језички дијалект различит од званичног књижевног, обично хибрид језика досељеника и индијанских староседелаца). По верској припадности заступљени су англиканци, други протестанти и католици.

### Популација
Афрокарибијци 92,5%, Мелези 3%, Европљани 2,1%, Индијци 1,5%, други 0,6%, неспецифицирано 0,3% (2001 процена).
Према подацима УН било је 54.821 становника 2016. године. Њихов просечни животни век је 76,9 година. Емиграција је историјски била веома висока, тако висока да је укупна процењена популација у 2007. години била мало измењена у односу на ону из 1961. године.
Емиграција са Сент Китса и Невиса у Сједињене Државе:
- 1986—1990: 3.513
- 1991—1995: 2.730
- 1996—2000: 2.101
- 2001—2005: 1.756
- 2006—2010: 1.817

### Људска права
Мушка хомосексуалност је илегална у Сент Китс и Невису. 2011. године влада Сент Китса и Невиса изјавила је да нема мандат народа да укине криминализацију хомосексуалности.

## Култура

### Језици
Енглески је једини службени језик. На Сент Китсу се говори и креолски.

### Музички фестивали
Сент Китс и Невис су познати по бројним музичким прославама, укључујући Карневал (од 18. децембра до 3. јануара на Сент Китсу). Последње недеље у јуну одржава се музички фестивал Сент Китс, док недељна Културама на Невису траје од краја јула до почетка августа.

### Спорт
Крикет је уобичајен у Сент Китсу и Невису. Врхунски играчи могу бити изабрани за крикет тим Западне Индије. Покојни Рунако Мортон био је из Невиса. Свети Китс и Невис били су најмања држава која је угостила утакмице Светског купа у крикету 2007.
Рагби и нетбол су такође чести у Сент Китсу и Невису.

## Административна подела
Федерација Сент Китс и Невис подељена је на четрнаест парохија: девет одељења на Сент Китсу и пет на Невису.
1. Christ Church Nichola Town (SK)
2. Saint Anne Sandy Point (SK)
3. Saint George Basseterre (SK)
4. Saint John Capisterre (SK)
5. Saint Mary Cayon (SK)
6. Saint Paul Capisterre (SK)
7. Saint Peter Basseterre (SK)
8. Saint Thomas Middle Island (SK)
9. Trinity Palmetto Point (SK)
10. Saint George Gingerland (N)
11. Saint James Windward (N)
12. Saint John Figtree (N)
13. Saint Paul Charlestown (N)
14. Saint Thomas Lowland (N)